# National League (Engels voetbal)
De National League is een voetbalcompetitie in Engeland die bestaat uit drie divisies, verdeeld over twee niveaus. De National League is de landelijke divisie en vertegenwoordigt het vijfde niveau in de Engelse voetbalpiramide. De National League North en de National League South, beide regionale divisies, vormen samen het zesde niveau. Tot en met het seizoen 2014-15 stond de National League bekend onder de naam Football Conference, met als divisies de Conference Premier, Conference North en Conference South. Sinds het seizoen 2015-16 is deze naam gewijzigd tot National League. Door een sponsorovereenkomst met Vanarama gaan de divisies door het leven als Vanarama National Leauge, Vanarama National League North en Vanarama National League South. De National League is de hoogste afdeling van het "non-league"-voetbal. Met de term "non-league" wordt meestal het amateurvoetbal aangeduid, maar in dit geval gaat het om de clubs die niet in de Premier League en de English Football League (de profdivisies) spelen.
Tot 2004 bestond de Nationale League slechts uit één landelijke divisie op het vijfde niveau, maar door een herstructurering van het National League System (de hele Engelse voetbalpiramide behalve de profdivisies) werd het zesde niveau onderdeel van de Football Conference. Hiermee kwamen er twee nieuwe divisies bij: de Conference North en de Conference South.

## Geschiedenis
Vroeger was de Football League, waarin de Engelse profclubs spelen, een gesloten categorie. De clubs die onderaan eindigden in de laagste divisie van de Football League moesten zich jaarlijks opnieuw kandidaat stellen om hun plek te behouden. Ook clubs van buiten de Football League die tot deze categorie wilden toetreden konden zich kandidaat stellen. De overige leden van de Football League kozen uit alle kandidaten dan vier teams die het volgende seizoen lid mochten worden of blijven. Dit systeem werkte lange tijd behoorlijk goed en vooral in de eerste vijftig jaar van de in 1888 opgerichte Football League was er een redelijk doorstroom van clubs. In 1958 werd de Football League hervormd tot een systeem met vier landelijke divisies en in totaal 92 leden. Sindsdien werd het voor buitenstaanders een stuk lastiger om toe te treden. De bestaande clubs herkozen namelijk liever bestaande leden en slechts zeer sporadisch werd een ander team tot de Football League toegelaten.
Onder de Football League waren er drie onafhankelijke voetbalpiramides. De Northern Premier League voor het noorden, de Southern League voor het zuiden en de Isthmian League voor de clubs in en rond Londen. In 1979 besloten de clubs uit de Northern en Southern League de handen ineen te slaan; de beste tien clubs uit beide divisies vormde samen de Alliance Premier League, later de Conference geheten. In het derde seizoen sloot ook de Isthmian League zich bij de Alliance Premier League aan. De winnaar van deze divisie was de enige club die zich kandidaat stelde om in de Football League gekozen te worden. Hoewel de clubs uit de Conference de beste non league-clubs van Engeland waren, werd jarenlang geen enkele daarvan tot de Football League toegelaten. Deze situatie duurde tot 1987, toen het systeem van verplichte promotie en degradatie tussen de Football League en de Conference werd geïntroduceerd. De nummer laatst in de rangschikking van de laagste divisie van de Football League degradeerde automatisch naar de Conference. Zijn plaats werd vervolgens ingenomen door de kampioen van de Conference. Wel moest het stadion van deze club aan bepaalde toelatingseisen voldoen. Tot nu toe is aan drie clubs de toegang tot de Football League ontzegd omdat hun stadions niet voldeden: Kidderminster Harriers (1994), Macclesfield Town (1995) en Stevenage Borough (1996).
Sinds 2004 degradeert ook de voorlaatste in de Football League naar de National League. Tussen de nummers twee tot en met zeven uit de National League wordt een play-off gehouden om te bepalen welke club samen met de kampioen promoveert.

## Organisatie
De National League staat aan de top van het National League System waarin ongeveer vijftig divisies zijn geordend in piramidevorm. De divisies worden particulier geleid, maar zijn wel allemaal onderdeel van the Football Association. De National League is derhalve het hoogste niveau van het National League System, terwijl de National League North en National League South samen niveau twee vormen.
Alle divisies van de National League bestaan uit 24 clubs. Aan het eind van het seizoen promoveren de kampioen en de winnaar van de play-offs van de National League naar de English Football League. De onderste vier clubs degraderen.
Uit zowel de National League North als de National League South promoveert de kampioen plus de winnaar van de play-offs naar de National League. De onderste vier clubs uit de National League North en de National League South degraderen naar het derde niveau van het National League System, de Premier Division. Op dit niveau bevinden zich vier divisies waarvan de kampioen en winnaar van de play-offs promoveren. De samenstelling van de National League North en National League South gebeurt ieder jaar opnieuw op basis van geografische spreiding.

## Naamgeving
In 1979 werd de divisie opgericht als Alliance Premier League, maar in 1986 werd deze omgedoopt in Football Conference. Sindsdien zijn de divisies vooral bekend onder de sponsornamen. In 2015 werd de naam gewijzigd in National League.
- 1984-1986: Gola League
- 1986-1998: GM Vauxhall Conference
- 1998-2007: Nationwide Conference (vanaf 2004 ook Nationwide Conference North en Nationwide Conference South)
- 2007-2010: Blue Square Premier, Blue Square North en Blue Square South
- 2010-2013: Blue Square Bet Premier, Blue Square Bet North en Blue Square Bet South
- 2013-2014: Skrill Premier, Skrill North en Skrill South
- 2014-2015: Vanarama Conference, Vanarama Conference North en Vanarama Conference South
- 2015-heden: Vanarama National League, Vanarama National League North en Vanarama National League South

## Stichtende leden
De onderstaande 20 clubs traden aan in het eerste seizoen van de Alliance Premier League:
- AP Leamington
- Altrincham
- Bangor City
- Barnet
- Barrow
- Bath City
- Boston United
- Gravesend & Northfleet
- Kettering Town
- Maidstone United
- Northwich Victoria
- Nuneaton Borough
- Redditch United
- Scarborough
- Stafford Rangers
- Telford United
- Wealdstone
- Weymouth
- Worcester City
- Yeovil Town

Gravesend & Northfleet heeft zijn naam gewijzigd naar Ebbsfleet United.
Bangor City is overgestapt naar de League of Wales.
Maidstone United en Scarborough FC bestaan niet meer.
Nuneaton Borough en Telford United zijn door supporters heropgericht na een faillissement.

## Overzicht van clubs
In het seizoen 2025/26 maken de volgende clubs deel uit van de verschillende divisies van de National League:
| National League | National League North | National League South |
| --- | --- | --- |
| - Aldershot Town - Altrincham - Boreham Wood - Brackley Town - Boston United - Braintree Town - Carlisle United - Eastleigh - Forest Green Rovers - Gateshead - Halifax Town - Hartlepool United - Morecambe - Rochdale - Scunthorpe United - Solihull Moors - Southend United - Sutton United - Tamworth - Truro City - Wealdstone - Woking - Yeovil Town - York City | - Alfreton Town - Bedford Town - Buxton - Chester - Chorley - Curzon Ashton - Darlington - Fylde - Hereford - Kidderminster Harriers - King's Lynn Town - Leamington - Macclesfield - Marine - Merthyr Town - Oxford City - Peterborough Sports - Radcliffe - Scarborough Athletic - South Shields - Southport - Spennymoor Town - Telford United - Worksop Town | - Bath City - Chelmsford City - Chesham United - Chippenham Town - Dagenham & Redbridge - Dorking Wanderers - Dover Athletic - Ebbsfleet United - Eastbourne Borough - Enfield Town - Farnborough - Hampton & Richmond Borough - Hemel Hempstead Town - Hornchurch - Horsham - Maidenhead United - Maidstone United - Salisbury - Slough Town - Tonbridge Angels - Torquay United - Totton - Weston-super-Mare - Worthing |

National League ·
National League North ·
National League South · 
FA Trophy